# Andrea Malinconico
Andrea Malinconico (Napoli, 3 giugno 1635 – Napoli, 4 ottobre 1698) è stato un pittore italiano, fu allievo di Massimo Stanzione e uno degli artisti più apprezzati nella Napoli della seconda metà del XVII secolo. Fu il capostipite della dinastia artistica dei Malinconico, che comprese i figli Oronzo e Nicola, e il nipote Carlo.

## Biografia
Figlio di Aniello ed Isabella d'Apice, fu battezzato nella Chiesa di San Liborio alla Carità, con il nome di Domenico Andrea.
Iniziò il proprio apprendistato artistico nella bottega di Massimo Stanzione, l'influsso del quale, sebbene chiaramente riconoscibile nelle sue opere, non fu tuttavia il solo da cui il pittore mutuò tecnica e ispirazione. È infatti possibile rilevare nel suo approccio pittorico influenze di Andrea Vaccaro per quanto attiene alle rappresentazioni naturalistiche; e stilemi classicisti e barocchi riconducibili ad Anton Van Dyck, Francesco Guarini, Bernardo Cavallino e Charles Mellin.
Fu nominato dal papa Cavaliere dell'Ordine dello Speron d'oro, titolo che includeva quello di conte, del quale alcune cronache narrano che fosse oltremodo vanitoso, sino al ridicolo.
Secondo il Lanzi, in riferimento alle opere nella Chiesa dei Miracoli a Napoli, Gli Evangelisti e i Dottori, onde ornò i pilastri, sono le più belle pitture, [...], le positure son nobili, i concetti peregrini; tutto è dipinto con amore e da valentuomo, e con una freschezza di colori maravigliosa. Altre belle opere se ne veggono; ma non poche anche deboli e mancanti di spirito.
Alla morte di Carlo Caracciolo di Brienza (1649) fu incaricato della stima delle 214 opere di pittura nel suo patrimonio.

## Opere
- San Michele sconfigge il demonio, chiesa di San Michele Arcangelo, Agerola
- Tele alla Chiesa di S. Maria dei Miracoli, Napoli
- Tele nella Basilica del Gesù Vecchio, Napoli
- San Giuseppe con il Bambino (1660 - 1665) - Sala degli Angeli, Università Suor Orsola Benincasa, Napoli
- La Madonna e l'Angelo: l'Annunciazione, Basilica della Santissima Annunziata Maggiore, Napoli
- Affreschi presso la Chiesa di Santa Maria della Carità (oggi perduti).
- Tele alla Certosa di San Giacomo, (Capri)
- Annunciazione, Presepe, e Assunzione - Chiesa di S. Maria di Galatea (Mortora[7], Piano di Sorrento)
- Susanna e i vecchioni, Olio su Tela
- San Pietro penitente, Museo del Louvre, Parigi
- Rebecca al pozzo (Bari, Palazzo della Provincia, Pinacoteca provinciale, Sala XV)
- Sant'Andrea, chiesa di Santo Stefano a Capri
- Madonna della Purità (tela), Chiesa del Pio Monte della Misericordia
- San Francesco di Paola (tela), Quadreria del Pio Monte della Misericordia, Napoli
- San Francesco di Paola, Museo archeologico provinciale Sigismondo Castromediano, Lecce
- La Discesa dello Spirito Santo sugli Apostoli (tela), Cattedrale di Napoli
- L'Assunzione della Vergine,  La Madonna del Carmine con le sante Caterina d'Alessandria e Maddalena  (tele), Chiesa Madre, Rotonda
- L'Assunzione della Vergine (tela, 1676), Chiesa di Santa Maria delle Grazie, Calvizzano
- Sant'Edoardo Re (tela), Chiesa dei Girolamini
- Miracolo di Santa Teresa, Morte di Santa Teresa (tele attribuite), Chiesa del Gesù delle Monache
- Annunciazione (tela), Museo civico di Castel Nuovo